# Juan Lacruz
| Asteroides descubiertos: 60 | Asteroides descubiertos: 60 |
| --------------------------- | --------------------------- |
| (95959) Covadonga           | 28 de septiembre de 2003    |
| (117413) Ramonycajal        | 8 de enero de 2005          |
| (117435) Severochoa         | 14 de enero de 2005         |
| (157473) Emuno              | 23 de agosto de 2005        |
| (159164) La Cañada          | 3 de mayo de 2005           |
| (161545) Ferrando           | 10 de diciembre de 2004     |
| (171396) Miguel             | 24 de agosto de 2006        |
| (171433) Prothous           | 7 de septiembre de 2007     |
| (173032) Mingus             | 25 de agosto de 2006        |
| (178256) Juanmi             | 3 de noviembre de 2007      |
| (185576) Covichi            | 26 de enero de 2008         |
| (202819) Carlosanchez       | 26 de septiembre de 2008    |
| (207341) Isabelmartin       | 3 de mayo de 2005           |
| (207547) Charito            | 2 de junio de 2006          |
| (228029) MANIAC             | 2 de abril de 2008          |
| (229777) ENIAC              | 28 de junio de 2008         |
| (249160) Urriellu           | 25 de enero de 2008         |
| (256796) Almanzor           | 8 de febrero de 2008        |
| (256797) Benbow             | 9 de febrero de 2008        |
| (263613) Enol               | 3 de abril de 2008          |
| (269300) Diego              | 26 de septiembre de 2008    |
| (309706) Avila              | 3 de abril de 2008          |
| (321024) Gijón              | 28 de junio de 2008         |
| (325366) Asturias           | 24 de agosto de 2008        |
| (336177) Churri             | 14 de septiembre de 2008    |
| (336204) Sardinas           | 24 de septiembre de 2008    |
| (342017) Ramonin            | 12 de septiembre de 2008    |
| (342620) Beita              | 25 de octubre de 2008       |
| (352760) Tesorero           | 24 de octubre de 2008       |
| (366852) Te                 | 8 de septiembre de 2005     |
| (455739) Isabelita          | 2 de mayo de 2005           |
| (484613) Cerebrito          | 26 de septiembre de 2008    |

Juan Lacruz es un astrofísico español, que gestiona el Observatorio de La Cañada, instalación privada de su propiedad localizada en la provincia de Ávila (España).

## Descubrimientos
El Centro de Planetas Menores le acredita el descubrimiento de sesenta asteroides entre los años 2003 y 2009.